# Castle Story
Castle Story es un juego independiente, de estrategia en tiempo real, basado en el sistema de voxel. En desarrollo por parte de Sauropod Studios. El juego fue lanzado el 17 de agosto de 2017, para Windows, Linux y Mac OS X.

## Historia
En Castle Story el jugador tiene el control de unos personajes, llamados "Bricktrons", que serán sus trabajadores para obtener recursos, construir castillos y destruir a los enemigos. El reto está en construir tu propio castillo, lo suficientemente seguro como para defenderte de las criaturas que pueblan las islas flotantes y de otros enemigos. El juego tiene lugar en el cielo, en un conjunto de islas flotantes. El motor del juego es el sistema Unity, que añade físicas a todos los objetos, convirtiéndose en destructibles y vulnerables a las físicas.

## Desarrollo
Una demostración de 11 minutos fue subida por Sauropod Studios el 24 de diciembre de 2011. El vídeo muestra el funcionamiento básico del juego, aparecen los "Bricktron" unos personajes amarillos que construyen y recolectan minerales. Al final del vídeo demuestran el motor de físicas explotando un castillo.
Una demo del juego fue mostrada el 31 de enero de 2011. En el International Game Developers Association Montréal DemoNight.
El 6 de febrero de 2012 dieron a conocer otro vídeo mostrando los ciclos de día y noche, así como un nuevo recurso, la madera.[cita requerida]
Actualmente, a mediados de 2019 todavía no se ha lanzado ninguna actualización a pesar de que el juego sigue en un estado de desarrollo cercano al inicial. Sauropod Studios parece haber abandonado Castle Story en favor de su otro título Mirador.

## Versión actual
1.1.10a